# Christopher Davies
Christopher Davies (29 de junho de 1946) é um velejador britânico, campeão olímpico. Ele competiu nos Jogos Olímpicos de Verão de 1968 na classe Flying Dutchman e conquistou a medalha de ouro, ao lado de Rodney Pattisson.
Ele navega pelo Portchester Sailing Club, na parte superior do porto de Portsmouth. Davies passou a velejar pelas classes Solo ou Siren com sua esposa Ingrid.